# Leander Menzel

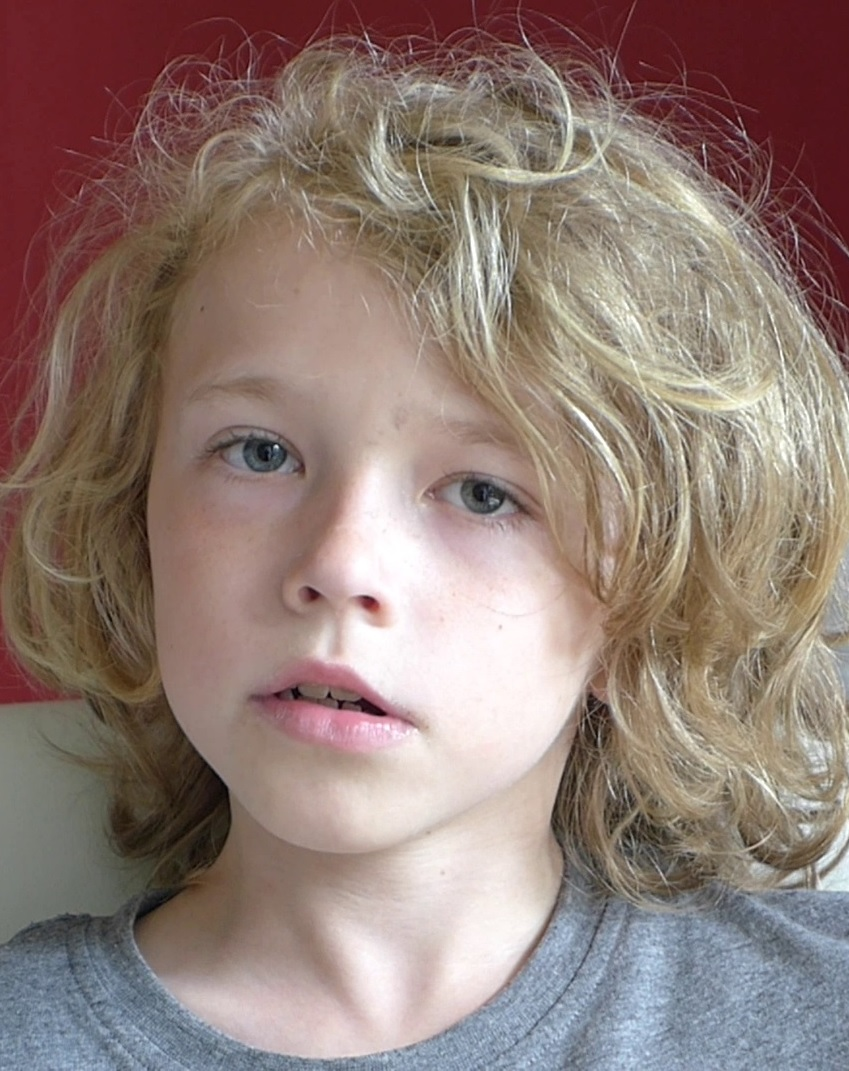
Leander Menzel 2018

Leander Menzel (* 31. Januar 2008 in Wiesbaden) ist ein deutscher ehemaliger Kinderdarsteller.

## Leben
Leander Menzel nahm ab sechs Jahren Schauspielunterricht und bekam erste Engagements in Film und Werbung. Kurze Zeit später spielte er in „Hotel Heidelberg“ (Regie Michael Rowitz). Es folgten Rollen in verschiedenen Kurzfilmen. Sein Kinodebüt hatte er in dem Film „Petting statt Pershing“ („Es ist aus, Helmut“) unter der Regie von Petra Lüschow. 2018 und 2019 spielte er die Rolle des Simon Wader in der Fernsehserie „Weingut Wader“ (Regie Tomy Wigand). Im Fernsehfilm „Der Wunschzettel“ spielte er Leo Golombeck unter der Regie von Marc Rensing.

## Filmografie (Auswahl)
- 2015: Tabaluga Adventskalender
- 2015: Hotel Heidelberg – Kramer gegen Kramer
- 2015: Hotel Heidelberg – Kommen und Gehen
- 2015: Kinder sind Engel (Kurzspielfilm)
- 2016: Freibadsinfonie (Kurzspielfilm)
- 2017: The Third King (Kurzspielfilm)
- 2018: Weingut Wader – Die Erbschaft
- 2018: Weingut Wader – Das Familiengeheimnis
- 2018: Der Staatsanwalt – Tödlich Wohnen
- 2018: Der Wunschzettel
- 2018: Petting statt Pershing
- 2019: Weingut Wader – Nur zusammen sind wir stark
- 2019: Weingut Wader – Neue Wege

## Auszeichnungen
- Bermuda International Film Festival 2018: Jury Award for Outstanding Acting[1]